# فيلا (منزل)
الدَّارة أو الفيلا أو الفِلّة أو الدَّسْكَرِيّة أو الدُّوَيرة أو المَغْنى أو الجَوْسَق (بالإيطالية: Villa)‏ هو بيت كبير نسبيًا تقطنه في الثقافة العامة الطبقة الراقية من السكان، والدارة في أغلب المدن هي في الضواحي لا في المركز. وتسمى الدارة إذا بنيت في الريف منية ومن تلك الكلمة اشتقت أسماء مدن وقرى عديدة في مصر وإسبانية.

## معرض صور

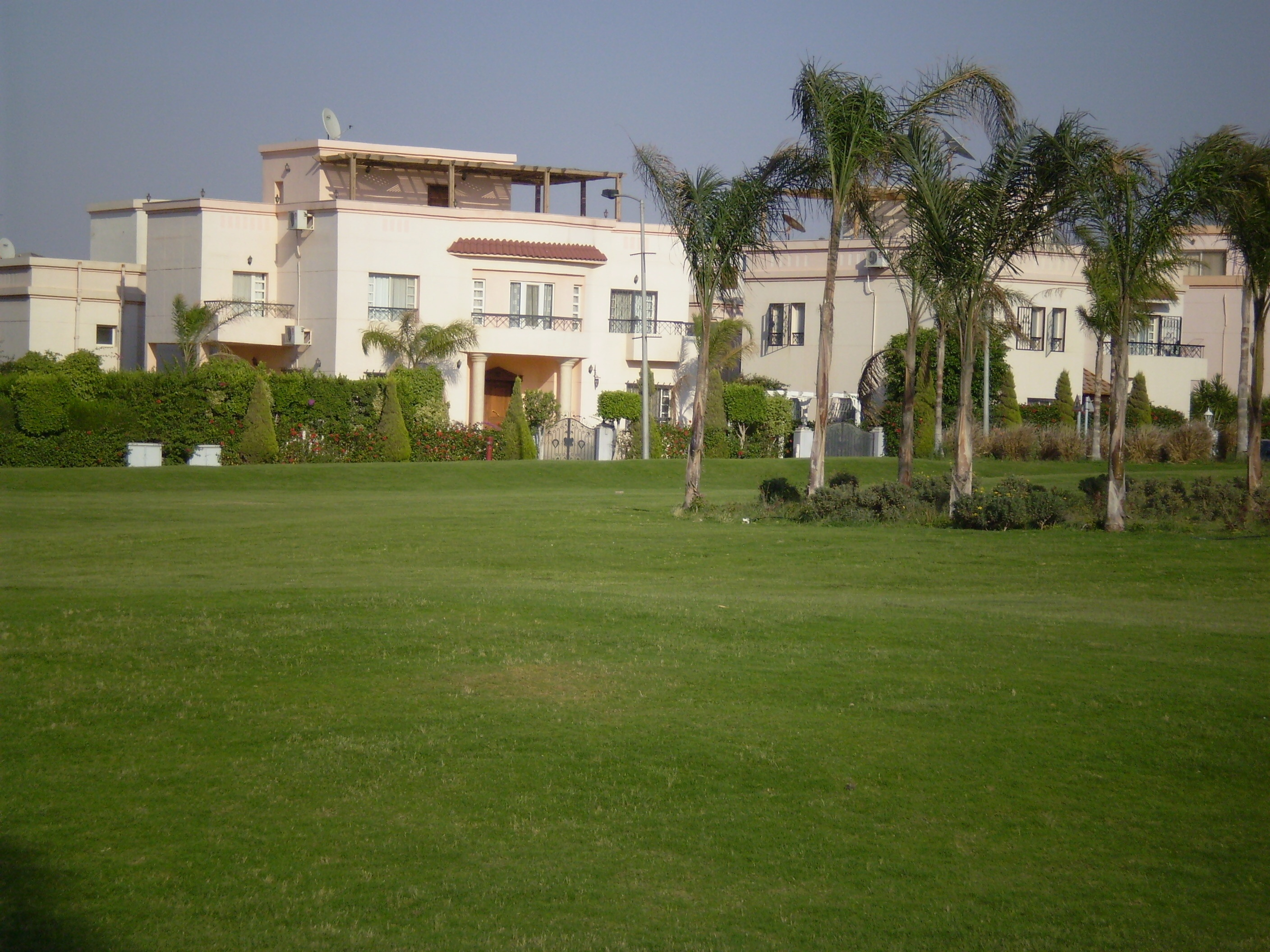
دارة في القاهرة الجديدة.
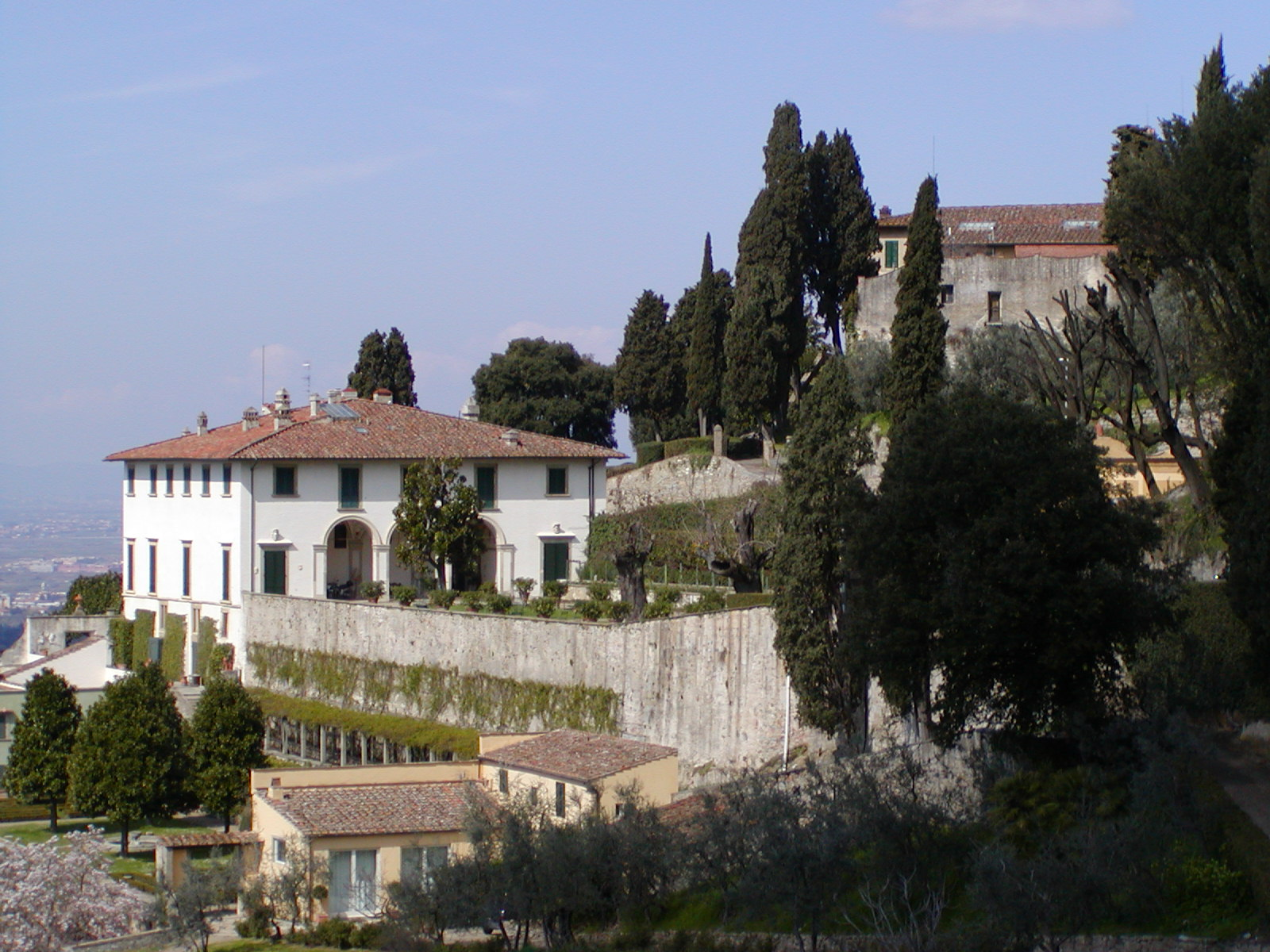
دارة في إيطاليا
دارة في كاليفورنيا أقرب إلى كونها قصرا
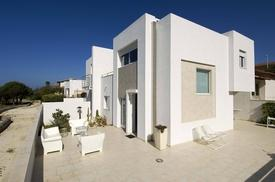
التصميم الحديث للفلل في صقلية
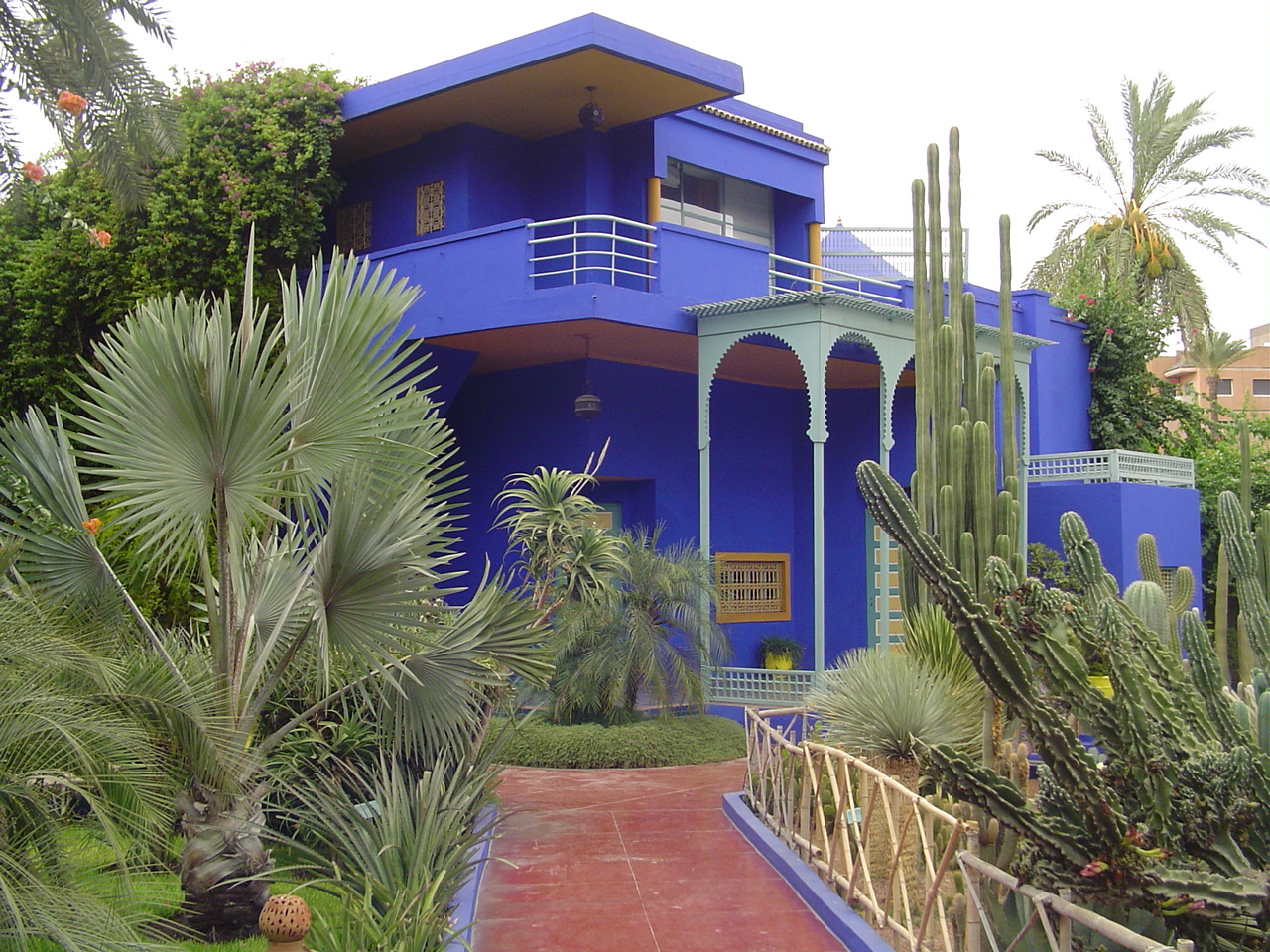
دارة زرقاء فاخرة في حديقة ماجوريل بمراكش